# Ruffiac, Morbihan

Ruffiac este o comună în departamentul Morbihan, Franța. În 1 ianuarie 2022 avea o populație de 1.396 de locuitori.